# Storia di Cerignola
La storia di Cerignola risulta essere abbastanza incerta, sebbene iscrizioni e reperti archeologici rinvenuti nel suo territorio ne attestino lo sviluppo a partire dalla dominazione romana, durante cui divenne Municipium.
La testimonianza cartacea più antica relativa alla città è uno scritto risalente al 1150, tratto dal "Codice diplomatico barese", in cui si fa riferimento ad una “domum Malgerii Cidoniole”; in realtà la presenza della Chiesa Madre, risalente almeno al X secolo, anticiperebbe la datazione di duecento anni.

## Dal Neolitico all'età romana

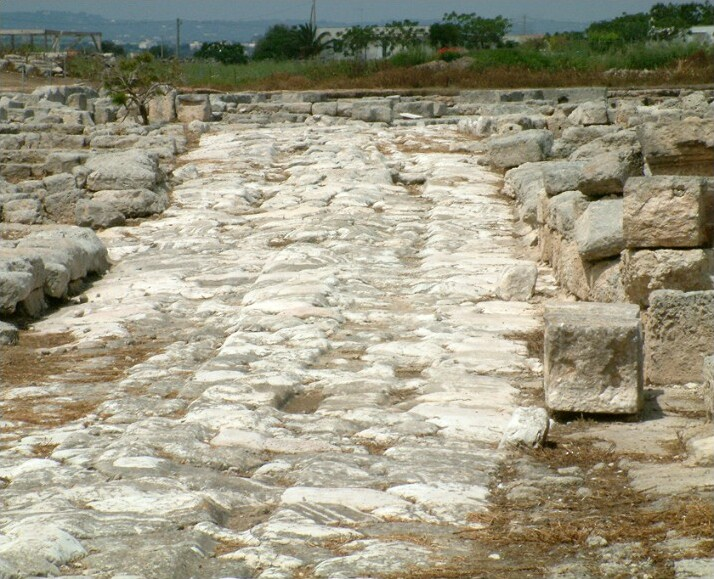
Resti della via Traiana

Il territorio che circonda l'attuale Cerignola è abitato sin dal Neolitico, come testimoniano le tracce risalenti a tale periodo rinvenute dagli archeologi. L'abbondante selvaggina e gli estesi pascoli verdi portarono alla nascita di numerosi insediamenti tra cui era fitto lo scambio di merci; villaggi sorsero sia nell'entroterra (nella zona di Ripalta), che poco distanti dal mare (nell'antica zona di Salapia). Le tracce giunte sino ai giorni nostri, appartenenti all'Età del Bronzo (2000 a.C. circa) o all'Età del Ferro (1000 a.C. circa), ci raccontano di villaggi ad economia agro-pastorale ben organizzati, al punto da disporre di mura e guerrieri.

## Epoca preromana e romana
Nel IV secolo a.C. la civiltà Dauna raggiunse l'apice del proprio splendore arrivando a occupare l'intero Tavoliere; tuttavia nello stesso periodo i Romani sottrassero loro le medesime terre al fine di assegnarle a nobili e veterani di guerra. Fino alla caduta dell'Impero romano d'Occidente nel 476 d.C., la maggioranza dei terreni risultava divisa in appezzamenti di varia estensione, lasciati a pascolo o coltivati a cereali; i campi più vasti erano curati da delegati di ricchi cittadini romani, mentre i terreni più modesti erano lavorati da agricoltori veterani di guerra. Per tale ragione il territorio circostante l'abitato di Cerignola è ricco di ville e fattorie, come ad esempio in località Ripa Alta, Tavoletta e Posta Fara (nella valle dell'Ofanto), San Marco (in direzione di Canosa) e ancora San Vito e Cerina (in prossimità dell'antica Salapia).
Le produzioni agricole e zootecniche, derivanti dal massiccio sfruttamento dell'agro limitrofo alla città, raggiunsero volumi tali per cui si rese necessaria la realizzazione di un'efficiente rete viaria che ne permettesse il trasporto verso i porti sull'Adriatico e verso le principali città, Roma compresa. Il notevole flusso di merci e persone spinse l'imperatore Traiano a far costruire una strada che collegasse Benevento a Brindisi e che porta il suo nome.

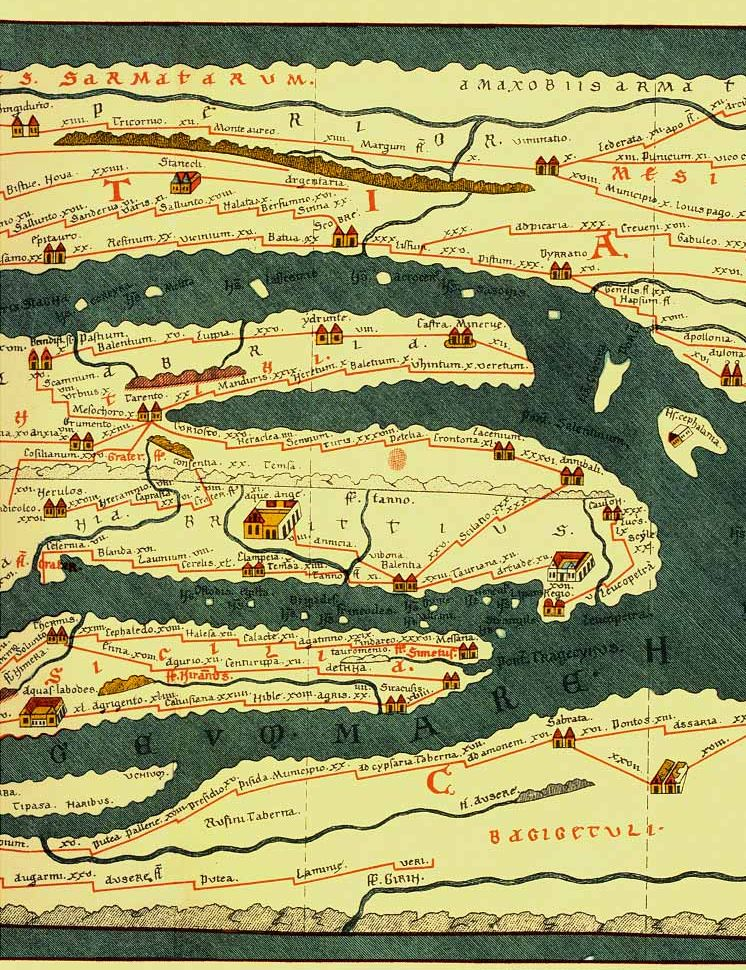
Tabula Peutingeriana. L'immagine mostra i Balcani, l'Adriatico con l'isola di Cefalonia, la Puglia, la Calabria, la Sicilia e la costa libica di fronte

Il tracciato della via Traiana (il cui nome è rimasto invariato anche dopo gli interventi manutentivi disposti dai Tetrarchi e dall'imperatore Costantino) nel tratto che congiungeva Herdonia con Canusium, passava poco più a sud dell'attuale centro storico, sebbene questo non risulti in nessuna delle due mappe della via Traiana redatte nel IV secolo da alcuni viaggiatori, ossia: l'Itinerarium Burdigalense, dalla Terra santa in Francia, che registra nella nostra zona solo la presenza della mutatio undecima, ovvero un luogo per il cambio (mutatio) dei cavalli e la famosa Tabula Peutingeriana, redatta alcuni decenni dopo, che riporta Furfane (un villaggio scomparso nel Medioevo) in luogo della mutatio.
In molti fanno risalire la nascita di Cerignola al 500 a.C. circa, in seguito alla distruzione dell'antica Cerina (o Kerina) o ancora prima Cidiniola, sul fiume Fortore (dove un tempo passava la via Traiana); la città fu rasa al suolo da Alessandro I, detto il Molosso, durante la guerra greco-romana nel 324 a.C.
Gli abitanti rimasti in vita si insediarono inizialmente nelle campagne circostanti fondando una serie di borghi e successivamente pensarono di unirsi per dar vita a quella che sarebbe diventata la nuova Cerignola; per motivi di sicurezza gli abitanti disposero la nascita del paese a nord del castello del Curatore romano (sito dove attualmente sorge il Borgo Antico, anche chiamato Terra Vecchia), presidiato da una guarnigione di soldati ivi residente. Il Curatore (Curator annonae) era l'affidatario dell'oppidum, ossia un centro di raccolta e conservazione del frumento oggi conosciuto come "Piano delle Fosse". Le fosse granarie, prima diffuse in tutta la Daunia e oggi presenti solo a Cerignola, testimoniano una speciale modalità di conservazione del grano in silos sotterranei.
La colonia insediatasi battezzò il luogo Ceriniola (o Keriniola), ovvero: piccola Cerina, in memoria della loro città d'origine.
In epoca Romana l'antica Cerignola rappresentava un importante centro di scambio, l'odierna chiesa di San Domenico, nei pressi del "Piano delle Fosse", era infatti anticamente una stazione di cambio dei cavalli e un punto di ristoro per i viaggiatori; a riprova di questo vi è il fatto che Cerignola è l'unico insediamento che, nell'arco di venti secoli, è sopravvissuto a diverse vicissitudini, diversamente da quasi tutti gli antichi centri del settore meridionale del Tavoliere.
Analizzando la struttura urbanistica del borgo medievale (conosciuto con il nome di Terra Vecchia) si evincono alcune caratteristiche che confermano la tesi dell'origine romana, come ad esempio la mancanza di elementi radiocentrici tipici dei centri medievali; sono presenti, invece, elementi di ortogonalità caratteristici di centri medievali sviluppatosi su schemi già esistenti.
Ad avvalorare questa tesi vi sono inoltre numerosi ritrovamenti, soprattutto nella campagna circostante, di statuette romane, vasi, tombe ed epigrafi; inoltre i sotterranei del centro storico sono caratterizzati da strutture di epoca romana. Alcune zone dell'agro cittadino presentano resti di ville romane, mentre dove ora sorge il santuario della Madonna di Ripalta (patrona di Cerignola) vi era un tempio dedicato alla dea Bona. Dal punto di vista archeologico, la zona circostante la città di Cerignola sembra rivestire un ruolo molto importante, tanto da essere stata oggetto di scavi negli anni ottanta. Da un'epigrafe trovata nella zona di Cerignola si conosce il nome di un Curatore, un certo Lucio Publilio Celso Patruino, di probabile origine Aerdonitana (della famiglia dei Publili Patruini); probabilmente il centro di raccolta, con l'annesso villaggio, altro non erano che un deposito di grano con una mutatio dipendente da Aerdonia; a quanto risulta da un antico itinerario, il nome di tale centro era Furfane.

## V-XIV secolo

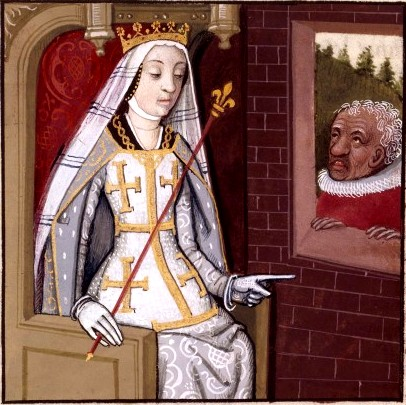
Giovanna I d'Angiò

Nel V secolo, dopo la caduta dell'Impero romano d'Occidente, il territorio di Cerignola fu al centro di lotte di conquista e di potere che videro avvicendarsi Goti, Ostrogoti, Bizantini, Longobardi, Saraceni e Normanni.
Ai Normanni succedettero prima gli Svevi di Federico II, che ebbero la cittadina in buona considerazione, poi gli Angioini, che invece la punirono severamente.
È nel X-XI secolo che si hanno notizie più certe dell'esistenza della città con un Arciprete Nullius dipendente dalla diocesi di Bari e con gli arcipreti Alferius e De Leo. Il "Quaternus excadenciarum Capitanatae", voluto da Federico II nel 1249, e altri documenti del "Codice diplomatico barese" descrivono la Cerignola del XIII secolo come un castello circondato da un fossato, poche case in una cinta muraria e una popolazione scarsa.
Durante il Medioevo il borgo divenne un feudo e molti sono i feudatari che nei secoli si sono alternati; gli Angioini cedettero la città a Simone de Parisiis (primo feudatario di Cerignola nel 1271) che la racchiuse entro mura turrite (in opus reticulatum) e costruì torri e castello. Quest'ultimo corrisponde all'attuale Palazzo Ducale, a cui ci si riferisce con l'appellativo di Castello, poiché circondato per tre lati da un largo fossato profondo 60 piedi.
Alla morte di Simone de Parisiis (nella seconda metà del XIII secolo) il feudo fu incorporato nel regio demanio, per poi essere successivamente ceduto a Bertrando Artus che lo vendette a Ugone de Vicini; il feudo passò quindi nelle mani di Giovanni Pipino, Nicolò Pipino e, infine, dei conti Azzaroli (o Acciaioli). Nel XIV secolo Cerignola fu distrutta in seguito alla guerra tra Giovanna I d'Angiò e Luigi I di Ungheria.

## XV-XVII secolo
La battaglia di Cerignola fu combattuta il 28 aprile 1503 e vide contrapposti l'esercito spagnolo, guidato da Gonzalo Fernández de Córdoba, e quello francese, guidato da Louis d'Armagnac, duca di Nemours.
Alla base del conflitto vi era il possesso del Regno di Napoli che in seguito al trattato di Granada del novembre 1500 portò all'accordo secondo cui il Regno veniva spartito in quattro provincie, ovvero: Campania, Abruzzo, Puglia e Calabria; le prime due furono assegnate alla Francia e le restanti due alla Spagna. La ripartizione, però, non tenne conto delle provincie di Basilicata e Capitanata, create da Alfonso I d'Aragona; proprio quest'ultima fu motivo del contendere tra le due nazioni, a causa soprattutto delle forti entrate derivanti dall'istituzione della Dogana delle pecore; ne derivò una serie di scontri che culminarono nel conflitto tra i due eserciti nel 1503.
Nel 1414 salì al trono Giovanna II d'Angiò che nel 1418 vendette Cerignola (tornata di proprietà del demanio) a Sergianni Caracciolo; costui acquistò in quella fase anche il territorio di Orta. Cerignola cessò quindi di essere città regia per divenire feudo di proprietà della famiglia Caracciolo; questo fino al 1432, anno in cui la città tornò alla regina di Napoli a causa dell'assassinio del Caracciolo. A questo punto la città fu nuovamente ceduta al ricco Pasquale de Camplo per poi passare, ancora una volta, ai Caracciolo e infine ai Pignatelli.
Durante il dominio aragonese la città beneficiò di numerosi vantaggi e privilegi che le permisero di acquisire prestigio e prosperità, tale situazione si protrasse anche nel corso del regno di Carlo VIII e Federico d'Aragona.
Il 28 aprile 1503 Cerignola, a quei tempi un borgo abitato da 350 famiglie, fu teatro di un'importante battaglia campale per il possesso dell'Italia Meridionale; il conflitto, noto come "battaglia di Cerignola", vide affrontarsi la compagine francese contro quella spagnola. Dopo un aspro scontro gli spagnoli guidati da Consalvo da Cordova ebbero la meglio sui francesi di Louis d'Armagnac, duca di Nemours. La disputa decisiva fu combattuta in una contrada cerignolana che al termine dello scontro fu ribattezzata "Tomba dei Galli", a indicare la disfatta francese.

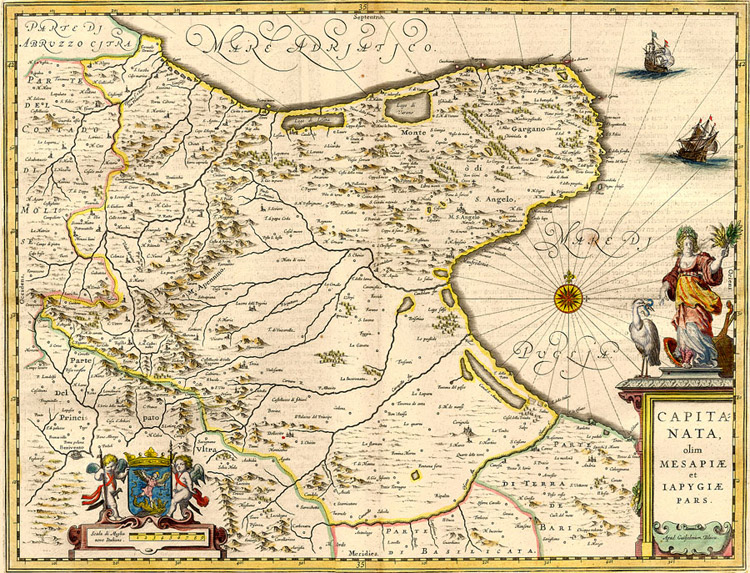
Antica carta della Capitanata

Durante il regno di Ferdinando il Cattolico (che rimosse da viceré Consalvo da Cordova) la condizione del Regno di Napoli peggiorò notevolmente a causa di numerose tasse imposte dal sovrano. Cerignola non sfuggì a questa situazione aggravata, a sua volta, da un'invasione di bruchi che la flagellò nel 1595.
Caterina, contessa di Sant'Angelo, succedette nel 1584 al padre Carlo Caracciolo e nel 1611 donò il feudo a Girolamo Pignatelli, una volta unitasi in matrimonio con il duca di Monteleone Ettore Pignatelli; da allora Cerignola rimase feudo della loro famiglia.
Nel Seicento diverse signorie si alternarono al potere, infatti, ai Pignatelli di Monteleone succedettero prima i Pignatelli di Bisaccia e infine il conte d'Egmont. Il “tavolario” Sabatini nel 1672 descrisse la città e la sua espansione verso sud; crescono gli edifici religiosi (chiese e conventi dei Domenicani e dei Cappuccini), ma la popolazione si riduce a 1.300 abitanti.
Questo secolo è caratterizzato da una lenta crescita della città al di fuori dell'antico borgo: verso sud (Piano delle Fosse granarie, chiesa del Purgatorio e palazzo del Gesù) e verso est (conventi dei Carmelitani e dei Conventuali); si verifica inoltre un discreto sviluppo demografico con una popolazione che supera le 3.000 unità. Fino alla metà del XVII secolo si registrò un periodo di regresso, durante il quale un grosso aiuto fu fornito dagli ordini monastici stabilitisi in città.

## XVIII secolo
Il XVIII secolo fu caratterizzato da una serie di eventi disastrosi, quali siccità e terremoti. Fu proprio un sisma a danneggiare irrimediabilmente edifici ecclesiastici e abitazioni private il 20 marzo del 1731; a tale evento è ascrivibile la scarsa presenza di testimonianze delle epoche passate.
La ricostruzione cominciò nella seconda metà del Settecento e si spinse fuori dalle mura del borgo, in maniera però caotica e non uniforme. Sfortunatamente questo secolo non vide nessun miglioramento delle condizioni economiche e si concluse con la rivoluzione del 1799, nota come Repubblica Napoletana, a cui parteciparono i più illustri cerignolani, come Giuseppe Tortora.
A dispetto di tutte le calamità che colpirono la città, questo secolo fece registrare un forte aumento della popolazione che raggiunse quota 10.000.

## XIX secolo

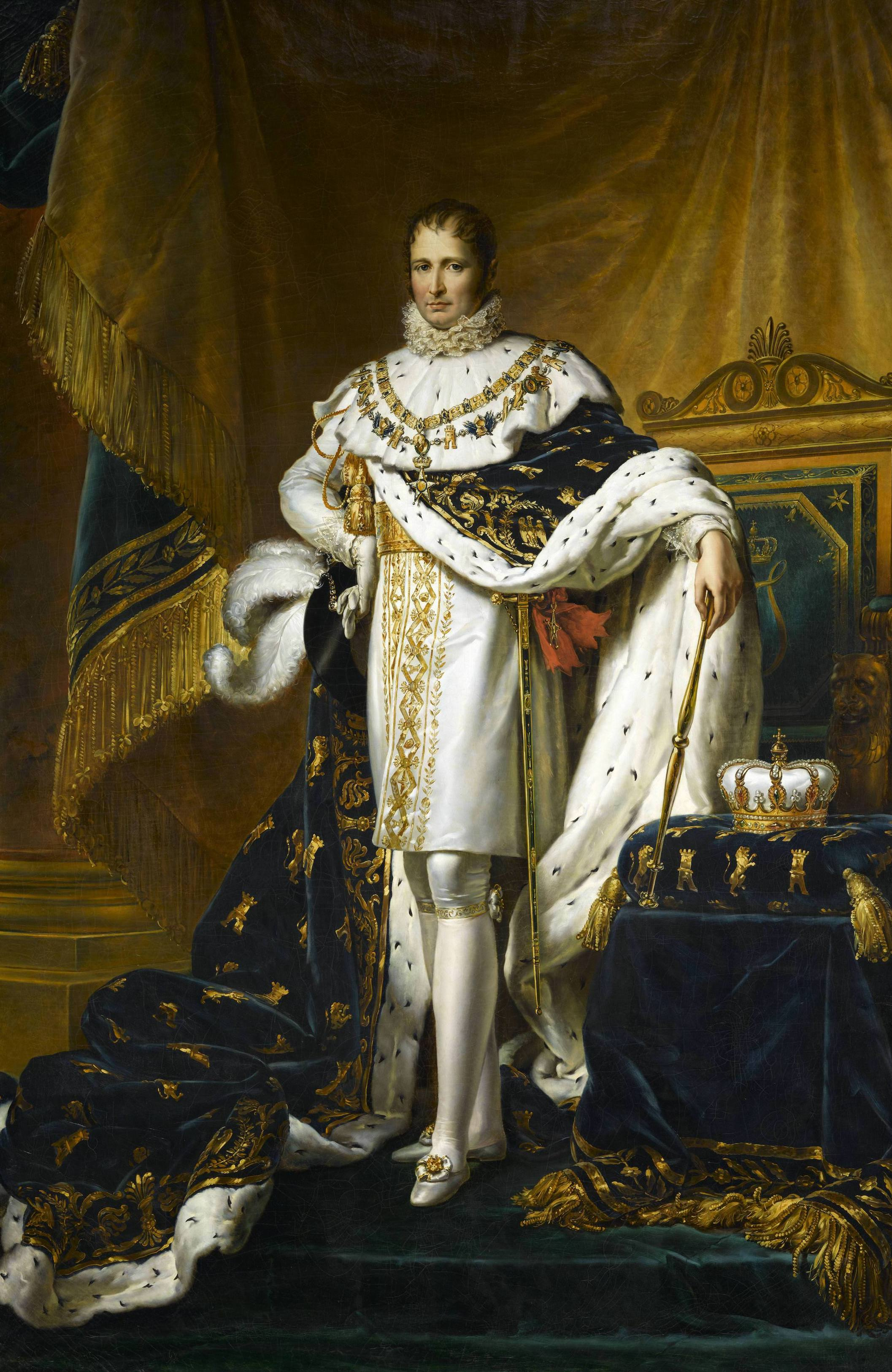
Giuseppe Bonaparte, artefice dell'abolizione della feudalità nel Regno

Nel 1804 il duca d'Egmont fece demolire la Porta della Terra e la torre dell'orologio pubblico (con le case ad essa attigue); quest'ultima fu sostituita da una nuova torre.
Durante il Regno borbonico Cerignola cominciò lentamente a progredire, merito anche dell'abolizione del feudalesimo che, con la legge del 2 agosto 1806, pose fine dopo 400 anni alla dominazione dei feudatari sulla città; l'ultimo fu il conte di Fuentes ed Egmont: Giovanni Armando Pignatelli.
L'abolizione dei feudi, così come l'annullamento della Regia Dogana della Mena delle Pecore di Foggia e delle proprietà ecclesiastiche, l'avvento di Napoleone e il decollo agricolo-industriale delle campagne, produssero una fase di sviluppo della città sotto ogni punto di vista; l'abrogazione della feudalità permise uno sviluppo fiorente dell'agricoltura e ingenerò un forte flusso migratorio dai paesi limitrofi e dal barese; l'esodo fu massiccio al punto che la popolazione, attirata dalle imponenti trasformazioni agrarie avviate dal ducato La Rochefoucauld e dalla famiglia Pavoncelli, arrivò a quota 25.000 unità.
Nel 1819 una bolla pontificia istituì la diocesi di Cerignola-Ascoli Satriano e la città smise dunque di essere un'arcipretura nullius.
Prosegue l'espansione verso est dell'abitato. Piazze e strade furono lastricate e la città si arricchì di costruzioni di notevole importanza quali ad esempio il Teatro Mercadante, la Scuola Agraria, l'ospedale "Tommaso Russo"; nello stesso periodo fu inoltre costruita la grandiosa cattedrale, ad opera del benefattore Tonti.
Durante la metà del secolo si susseguirono numerosi eventi che scossero la penisola e conseguentemente la città: i moti del 1848, le Guerre d'Indipendenza e, nel 1860, l'annessione del Regno delle due Sicilie (di cui Cerignola faceva parte) al Regno d'Italia.
Sul finire del XIX secolo la bonifica integrale del territorio favorì la costituzione di grandi aziende e la specializzazione delle colture, con conseguente formazione di un vasto bracciantato agricolo, protagonista di memorabili lotte contro il latifondo per la trasformazione fondiaria e l'emancipazione dei contadini.

## XX secolo
Il primo decennio del Novecento fu caratterizzato da lotte che videro contrapporsi massoni contro papalini prima e socialisti contro fascisti poi; fu proprio durante il periodo fascista che molte delle opere pubbliche furono portate a compimento.
L'avvento del primo conflitto mondiale non risparmiò la città che vide cadere in guerra 500 cerignolani. Nel 1931, invece, un altro terribile terremoto colpì Cerignola e anche la seconda guerra mondiale vide un tributo di caduti in guerra; questa volta furono 139 i giovani a morire.
Il XX secolo fu caratterizzato da un ulteriore aumento della popolazione che giunse così a 50.000 unità già negli anni cinquanta, nonostante un consistente esodo che proprio in quegli anni interessò gran parte dei suoi cittadini, soprattutto verso Torino. 
A conferma della propensione agricola del territorio, vi è un agro di 60.000 ettari coltivato a cereali, vite e olivo, al quale si affiancano nuove attività artigianali e industriali. Il Novecento vede Cerignola tra le città protagoniste delle principali tappe della storia agricola, economica e sociale; tanto è vero che nel secondo Dopoguerra sorse un ricco sistema di piccole e medie imprese industriali e di trasformazione di prodotti agricoli. La città, insieme a Foggia, San Severo e Manfredonia, costituisce il cospicuo quadrilatero economico della Capitanata.
Il borgo antico di Cerignola mantiene ad oggi quasi inalterata la sua fisionomia di borgo medievale, costituendo quindi un patrimonio storico-culturale da rivalutare.